# 水島爾保布
水島 爾保布（みずしま におう、1884年12月8日 - 1958年12月30日）は、日本画家、小説家、漫画家、随筆家。本名：爾保有。これは『難訓辞典』の著者である父・水島慎次郎（鳶魚斎）による命名。
また、長男の行衛（ゆきえ）は、SF作家の今日泊亜蘭である。

## 略歴
東京府下谷区根岸に生まれる。1909年、東京美術学校（現・東京芸術大学美術学部）日本画科を卒業。
1911年、川路誠（柳虹、1912年卒業）・小泉勝爾（1908年卒業）・小林源太郎（1912年卒業）・広島晃甫ら、学校仲間を中心とした全12名で「行樹社」を結成する。同年11月1日から7日にかけて、赤坂三会堂にて第1回展覧会を開催、18人70余点が出品される。水島はここで「暴王の心臓」「手品」を出品した。第2回展は1912年11月、虎の門議員会館で28名の69点を展示、ここでは「心中未遂」「夜曲」を出品した。第3回展は、1914年4月に芝公園旧勧業場で開催するが、1916年、赤坂三会堂での第4回展で終了した。
1913年、長谷川如是閑に招かれて大阪朝日新聞において、挿絵を描き始めた、1919年に刊行の谷崎潤一郎『人魚の嘆き』で挿画担当（2020年に春陽堂書店で復刻刊行）。1923年関東大震災で罹災した体験を「愚漫大人見聞録」に纏めたが、発禁処分を受けた。
長谷川が朝日を退社後は、東京日日新聞で描くようになる。また、山本露葉、武林無想庵らの同人誌『モザイク』に参加、小説や戯曲を発表した。太平洋戦争中、新潟県燕市に疎開。戦後長岡市に移住した。

## 主な作品

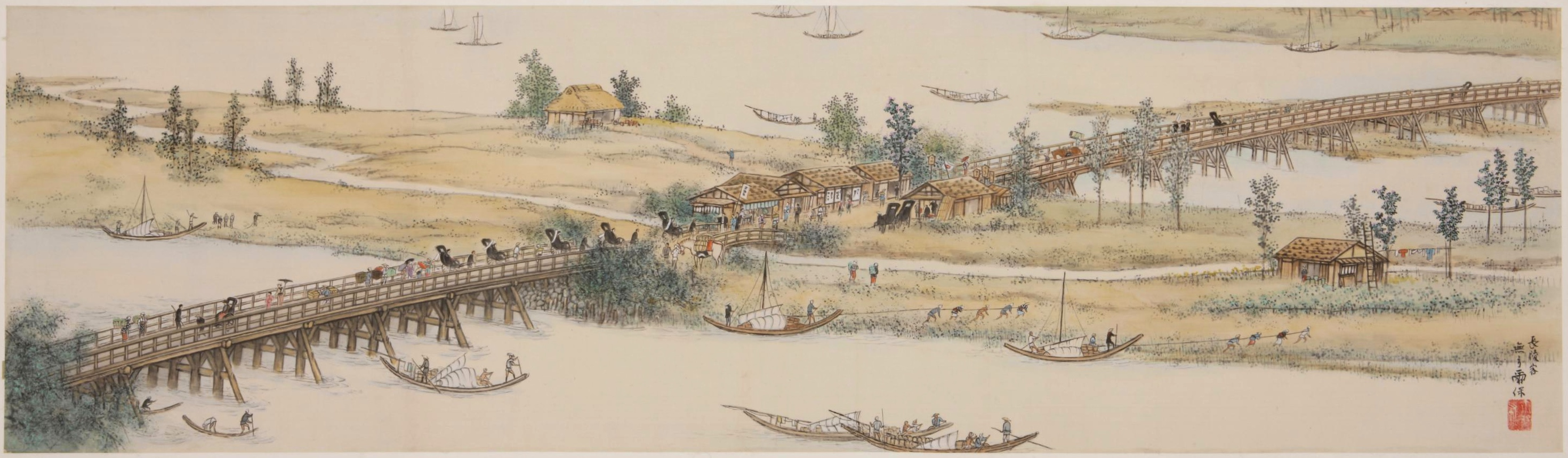
初代の長生橋（新潟県長岡市）を描いた『長生橋之図』。水島爾保布画。（長岡市立中央図書館所蔵）

- 東海道五十三次
- 漫画ノ国
- 昔の長岡十二ヶ月

## 著書
- 『愚談』（随筆集）厚生閣、1923
- 『痴語』（随筆集）金尾文淵堂、1924
- 『新東京繁昌記』日本評論社, 1924
- 『見物左衛門 水島爾保布集』 現代ユウモア全集 現代ユウモア全集刊行会, 1929